# Солнечный удар (фильм, 2006)
«Солнечный удар» (англ. Solar Attack) — канадский телефильм-катастрофа 2006 года студии Lions Gate Entertainment.
Сюжет разворачивается вокруг  крупных корональных выбросов массы, которые вызывают поджог атмосферы Земли. Существует возможность, что жизнь на Земле погибнет из-за недостатка кислорода. Катастрофа происходит во время политической напряженности в отношениях между Соединёнными Штатами и Россией. Глобальную катастрофу удаётся предотвратить путём взрыва ядерных зарядов на полюсах, чем в атмосферу выпускается большое количество пара, и пар погасит горящий метан в атмосфере.
Фильм снят в Гамильтоне, Онтарио, Канада.

## Сюжет
Наши дни. Солнечный зонд управляется Лабораторией солнечных и околоземных исследований и выполняет свою обычную научную миссию. При получении информации большой корональный выброс отключает зонд. Пилотируемый космический самолет Галилео попадает под действие солнечной атаки и уничтожается; причину трагедии объясняют использованием некачественного оборудования российского производства.
Между тем солнечный выброс сталкивает спутники с орбиты, превращая их в смертельные метеоры, позже под удар попадает Новая Зеландия, превратившаяся в огромную массу расплавленной породы.
Миллиардер Лукас Фостер финансирует программу борьбы с глобальным потеплением, он обнаружил, что атмосфера Земли пока имеет в себе 5 % метана. Когда несколько новых выбросов столкнутся с Землей, метан загорится, из-за недостатка кислорода всё живое на Земле погибнет. Фостер, который также является ученым, пытается убедить своих скептически настроенных коллег. Правительство и коллега-ученый Джоанна Паркс, по совместительству — его бывшая жена, не верят Фостеру.
Позже в аналитическом докладе установлено, что ядерный боезаряд в 25 мегатонн взорванный на Северном полюсе, может выпустить необходимое количество пара, который погасит вспышку метана. Фостер знает капитана российской подводной лодки, который, несмотря на официальность впускает его в свою субмарину. Фостер объясняет, что хотя спутниковая связь отключена, на юге можно общаться через трансатлантический телеграфный кабель, расположенный на глубине 800 метров. Субмарина может погружаться на 700 м, лейтенант неохотно выполняет эту просьбу, считая предыдущие и последующие действия нарушением субординации. Субмарина остается уцелевшей после погружения с незначительными повреждениями. Связь между капитаном и российским президентом происходит, последний подтверждает, что информирован о ситуации от американского президента. План Фостера вступает в действие.
Между тем, русскую субмарину обнаруживает американская подводная лодка. Перед запуском российских ядерных ракет лейтенант грозит капитану дулом пистолета, Фостер забирает у него оружие. Американцы угрожают уничтожить русских, если те не сдадутся. Несмотря на опасность, российский капитан запускает ракеты, американцы атакуют «противника» двумя торпедами. Российская подводная лодка принимает контрмеры, которые разрушают торпеды. Американцы осознают, что россияне настроены доброжелательно, узнав о присутствии на лодке Фостера.
Ракеты попадают на Северный полюс, Земля спасена. Фостер и его бывшая жена обнимаются; комментарий Фостера о поездке позволяет предположить, что они могут восстановить свои романтические отношения и вступить в повторный брак.

## Роли
- Марк Дакаскос — доктор Лукас Фостер
- Джоан Келли — доктор Джоанна Паркс
- Кевин Джубинвилл — Брэд Стэмп
- Крейг Элдридж — Джим Либург
- Стивен Макхети — адмирал Лоуренс
- Конрад Коутс — полковник Олби
- Луис Госсетт-младший — президент США Райан Гордон
- Дамир Андрей — президент России Юрий Ильюшин
- Билл Лейк — капитан Миша Грегорович
- Геннадий Долганов — лейтенант Троицкий